# 小将棋
小将棋（しょうしょうぎ）は、日本の将棋類の一つであり、二人で行うボードゲーム（盤上遊戯）の一種である。
現在の本将棋の元となったゲームであるが、これらは時代によってさらに2種類に分けられる。
- 平安時代頃に遊ばれたもの。平安将棋を参照。
- 室町時代頃に遊ばれたもの。本項で解説する。

これらのゲームは「平安将棋 →小将棋（大将棋などの要素を吸収）→本将棋（駒の再利用と醉象の削除）」という順番で発展していったと考えられている。
小将棋が遊ばれなくなった理由として、『諸象戯図式』には2つの複合的な理由が掲載されている。
- 戦国時代頃には既に先手必勝・後手必勝となる定跡が完成されていたこと。
- それにより、後奈良天皇が天文年間に醉象の駒の取り除きを命じたこと。

しかし、これらの理由には確かな信憑性が欠けており、またいつ頃駒の再利用が付け加えられたのかなど、不明な部分が多い。

## ルール
小将棋は文献に記述が残るが、競技が途絶え、詳細なルールは伝わっていない。大まかには、現在よく知られた本将棋に醉象を加え、持ち駒再使用ルールを除いたものと考えられている。

### 基本ルール
- 縦横9マスずつに区切られた将棋盤の上で行う。
- 自分から見て手前の三段を自陣、反対に相手から見て三段を敵陣という。
- 競技者双方が交互に、盤上にある自分の駒を1回ずつ動かす（本将棋とは違い持ち駒という概念はない）。
- 駒は、玉将（玉）または王将（王）・醉象（象）・飛車（飛）・角行（角）・金将（金）・銀将（銀）・桂馬（桂）・香車（香）・歩兵（歩）の10種類あり、それぞれ動きが決まっている。
- 開始時には、右図のように双方の駒を並べる。
- 玉将または王将、金将以外は以下の方法により「成る」ことができる。
  - 敵陣の外側にある駒を敵陣内へ移動させたとき。
  - 歩兵、香車の場合は一番奥の段にたどり着いたとき。
- 自分の駒を動かすときに動く先に相手の駒があるとき、その駒を取ることができる。
- 本将棋とは違い、相手の駒を取っても自分の持ち駒にすることはできない。
- 勝敗は以下のように決定される。
  - 相手の玉将（王将）を追い詰めて王手の回避ができない状態（詰み）にした場合、勝ちとなる。
  - 双方が駒を消耗し合い駒枯れになった場合、玉将2枚と成金1枚だけがあったときは成金のある側が勝ちとなる。つまり、玉将以外の駒を持っていた方が勝ちとなる。
    - 駒枯れになっても相手の玉将を詰ますことができない場合、合意によって引き分けとなる。

  - 太子がいる場合、太子と玉将の両方を取らないと勝ちにならない。

### 駒の動き
- ○はその位置に動ける。
- ＼│／─はその線上を他の駒に突き当たらない限りどこまでも動ける。
- ☆はその場所まで飛び越えて動ける。

| ○ | ○  | ○ |
| ○ | 玉 | ○ |
| ○ | ○  | ○ |

| ○ | ○  | ○ |
| ○ | 象 | ○ |
| ○ |    | ○ |

| ○ | ○  | ○ |
| ○ | 太 | ○ |
| ○ | ○  | ○ |

|   | ｜ |   |
| ― | 飛 | ― |
|   | ｜ |   |

| ○ | ｜ | ○ |
| ― | 龍 | ― |
| ○ | ｜ | ○ |

| ＼ |    | ／ |
|    | 角 |    |
| ／ |    | ＼ |

| ＼ | ○  | ／ |
| ○  | 馬 | ○  |
| ／ | ○  | ＼ |

| ○ | ○  | ○ |
| ○ | 金 | ○ |
|   | ○  |   |

| ○ | ○  | ○ |
|   | 銀 |   |
| ○ |    | ○ |

| ○ | ○  | ○ |
| ○ | 全 | ○ |
|   | ○  |   |

| ☆ |    | ☆ |
|   |    |   |
|   | 桂 |   |

| ○ | ○  | ○ |
| ○ | 圭 | ○ |
|   | ○  |   |

|  | ｜ |  |
|  | 香 |  |
|  |    |  |

| ○ | ○  | ○ |
| ○ | 杏 | ○ |
|   | ○  |   |

|  | ○  |  |
|  | 歩 |  |
|  |    |  |

| ○ | ○  | ○ |
| ○ | と | ○ |
|   | ○  |   |

上の表では便宜的に成銀を「全」、成桂を「圭」、成香を「杏」と表示している。

## 朝倉象棋
朝倉象棋（あさくらしょうぎ）は、小将棋を元にした変則将棋（ローカルルール）のひとつである。後述の発掘を契機に朝倉氏の根拠であった福井市で考案され、現在でもイベントとして対局が行われている。
1973年、一乗谷朝倉氏遺跡から発掘された174枚の将棋の駒から醉象が1枚だけ含まれており、当時は醉象を含んだ将棋が指されていたとされている。
このことから、福井県将棋連盟では醉象を用いた本将棋を「朝倉象棋」と命名し、普及活動を行うようになった。駒の初期配置や醉象・太子のルールは小将棋に準ずるが、その他の詳細なルールは本将棋と共通である。取った駒は玉将か醉象（太子）、またはその両方の駒を除き、持ち駒として再利用できることが小将棋との大きな違いとなる。
2007年4月に女流棋士の山田久美対安食総子で対局が行われた。

## 小象棋（醉象・猛豹のある小将棋）
- 本将棋に醉象1枚（先後手で2枚）のほか猛豹2枚（先後手で4枚）を加えたもの。したがって駒数は計46枚。
- 江戸時代には、駒の配置に2通り（猛豹の位置が「銀将」の上とされる[3]が、「金将」の上という異説あり[4]）の図面（及び並べ方を覚える為の詩歌[5]）が現存し、持ち駒の再使用の可否が不明[6]。
- 成りは敵陣三段目以内。不成の選択も可だが、「行き処のない歩香桂」の扱いについては記載が無い。
- 「猛豹」の成駒は「角行」、「醉象」が「太子」だが、「金将」は不成か「飛車」[注釈 3]に成るか書かれた文献（及び小象棋「金将」駒の出土・発掘による現物確認）がない。
- 現代では指せる競技者が不在となっている[7]。